# Ajla Del Ponte
Ajla Del Ponte (* 15. Juli 1996 in Locarno) ist eine Schweizer Leichtathletin, die sich auf Kurzsprints spezialisiert hat und auch in der Staffel antritt.

## Berufsweg
Del Ponte studierte ab 2016 an der Philosophischen Fakultät der Universität Lausanne.

## Sportliche Laufbahn
Ajla Del Ponte machte zunächst Siebenkampf, war im Sprint aber erfolgreicher und errang mehrere Meister- und Vizemeistertitel in den Jugendaltersklassen. Erste internationale Erfahrungen sammelte sie 2014 bei den Juniorenweltmeisterschaften in Eugene, bei denen sie im 100-Meter-Lauf mit 11,99 s in der ersten Runde ausschied und mit der Schweizer 4-mal-100-Meter-Staffel in 45,02 s den fünften Platz belegte. Im Jahr darauf nahm sie im 200-Meter-Lauf an den Junioreneuropameisterschaften in Eskilstuna teil, schied aber auch dort mit 24,64 s im Vorlauf aus. 2016 lief Del Ponte bei den Europameisterschaften in Amsterdam mit der 4-mal-100-Meter-Staffel einen neuen Schweizer Rekord in 42,87 s und belegte später im Final in 43,00 s den vierten Platz. Bei den Olympischen Spielen in Rio de Janeiro kam sie mit der Staffel in der 2. Vorlaufserie mit 43,12 s auf den 6. Platz und verpasste den Finaleinzug um 42 Hundertstel.
2017 gelangte sie bei den Halleneuropameisterschaften in Belgrad im 60-Meter-Lauf bis in den Halbfinal, in dem sie mit 7,39 s ausschied. Bei den U23-Europameisterschaften in Bydgoszcz belegte sie über 100 Meter in 11,66 s Rang fünf und gewann mit der Schweizer Stafette in 44,07 s die Bronzemedaille hinter Spanien und Frankreich. Mit der Staffel nahm sie daraufhin an den Weltmeisterschaften in London teil und belegte dort im Final in 42,51 s den fünften Platz. Nur zwei Wochen später siegte sie bei den Studentenweltspielen in Taipeh in der 4-mal-100-Meter-Staffel mit Cornelia Halbheer, Salomé Kora und Selina von Jackowski in 43,81 s die Goldmedaille und belegte über 100 Meter in 11,62 s den achten Platz. Im Jahr darauf gelangte sie bei den Hallenweltmeisterschaften in Birmingham über 60 Meter in den Halbfinal, in dem sie mit 7,40 s ausschied. Auch bei den Europameisterschaften in Berlin erreichte sie über 100 Meter den Halbfinal und schied dort mit 11,38 s aus. Zudem wurde sie mit der Staffel in 42,30 s Vierte. 2019 wurde sie bei den Halleneuropameisterschaften in Glasgow in 7,30 s Achte über 60 Meter. Im Juli nahm sie erneut an der Sommer-Universiade in Neapel teil und gewann dort in 11,33 s die Silbermedaille hinter der Inderin Dutee Chand. Zudem verteidigte sie mit der Schweizer Stafette in 43,72 s ihren Titel. 2020 gelang Del Ponte ihre bis dahin erfolgreichste Saison: Sie gewann die 100-Meter-Rennen in Monaco und Stockholm und wurde damit zur ersten Schweizerin, die Wettkämpfe bei zwei Diamond-League-Meetings gewann. In Bulle verbesserte sie ihre persönliche Bestleistung über 100 Meter auf 11,08 s, die schnellste Zeit einer Europäerin in diesem Jahr. Für diese Leistungen wurde sie zur Schweizer Leichtathletin des Jahres 2020 gewählt. Am 7. März 2021 wurde sie überlegene Halleneuropameisterin über 60 Meter in einer Zeit von 7,03 s, was zugleich die Egalisierung des Schweizer Rekords bedeutete. Zu Beginn der Freiluftsaison konnte Del Ponte nicht ganz an ihre Vorjahresleistungen anschliessen, aber erfüllte bei den Schweizer Meisterschaften in Langenthal mit 11,07 s die Qualifikationsnorm über 100 Meter für die Olympischen Spiele in Tokio und wurde kurz darauf in 11,16 s Dritte bei den Bislett-Games in Oslo. Bei den Spielen verbesserte sie bereits in den Vorläufen den von Mujinga Kambundji gehaltenen Landesrekord auf 10,91 s und gelangte dann bis in den Final, in dem sie mit 10,97 s auf Rang fünf landete und damit die schnellste Europäerin war. Zudem belegte sie mit der Staffel mit 42,08 s im Final Rang vier. Direkt nach den Olympischen Spielen verbesserte sie beim Meeting in La Chaux-de-Fonds ihren Landesrekord über 100 m auf 10,90 s und steigerte sich über 200 m auf 22,38 s.
2022 siegte sie in 11,16 s beim AtletiCAGenève und schied anschliessend bei den Weltmeisterschaften in Eugene mit 11,41 s in der ersten Runde über 100 Meter aus und belegte mit der Staffel mit 42,81 s im Final den siebten Platz. Im August verpasste sie bei den Europameisterschaften in München mit 43,93 s den Finaleinzug im Staffelbewerb.

## Persönliche Bestleistungen
- 100 Meter: 10,90 s (+1,8 m/s), 14. August 2021 in La Chaux-de-Fonds
  - 60 Meter (Halle): 7,03 s, 7. März 2021 in Toruń
- 150 Meter: 16,67 s, 20. Juni 2020 in Meilen (Schweizer Bestleistung)
- 200 Meter: 22,38 s (+1,9 m/s), 14. August 2021 in La Chaux-de-Fonds
  - 200 Meter (Halle): 23,69 s, 27. Januar 2019 in Magglingen

## Erfolge
national
- 2013: 4. Platz Schweizer U18-Meisterschaften (100 m und 200 m)
- 2014: Schweizer U20-Meisterin (100 m und 200 m)
- 2014: 3. Platz Schweizer U20-Hallenmeisterschaften (60 m)
- 2014: Schweizer U20-Hallen-Vizemeisterin (200 m)
- 2015: 6. Platz Schweizer Hallenmeisterschaften (200 m)
- 2015: Schweizer U20-Hallen-Vizemeisterin (60 m)
- 2015: Schweizer U20-Meisterin (100 m)
- 2015: Schweizer U20-Vizemeisterin (200 m)
- 2015: 5. Platz Schweizer Meisterschaften (100 m)
- 2016: 4. Platz Schweizer Hallenmeisterschaften (60 m)
- 2016: 3. Platz Schweizer Meisterschaften (100 m)
- 2016: 4. Platz Schweizer Meisterschaften (200 m)

international
- 2021: 1. Platz Europameisterschaften Halle (60 m)